# حداثة (حمص)
قرية حداثة قرية في ناحية تلدو في الريف الغربي لمحافظة حمص. على طريق عام مشتى الحلو.